# Lindsay Campbell
Lindsay Campbell (1º gennaio 1981) è una schermitrice statunitense, specializzata nella spada e nella sciabola.

## Palmarès
In carriera ha conseguito i seguenti risultati:
- Giochi panamericani:

Guadalajara 2011: oro nella sciabola a squadre e nella spada a squadre.